# Erich Spickschen

Erich Spickschen

Erich Spickschen (* 23. Juli 1897 in Vluyn, Kreis Moers, Rheinland; † 1. Oktober 1957 in Kirchheimbolanden, Donnersbergkreis, Rheinland-Pfalz) war ein deutscher Landwirt; während der NS-Zeit war er Landesbauernführer von Ostpreußen.

## Leben und Wirken
Nach der Volksschule besuchte Spickschen das Königliche Gymnasium Adolfinum zu Moers. Vor dem Abitur im August 1914 meldete er sich freiwillig zum Militär. Im Oktober 1914 gelangte er an die Westfront, wo er bald zur Gruppe der Unteroffiziere gehörte. Im Frühjahr 1915 legte er das Kriegsabitur ab. Im September desselben Jahres wurde er zum Leutnant der Reserve befördert. Seit dem Sommer 1917 nahm er an schweren Kämpfen teil, u. a. an der Schlacht um Verdun, der Marneschlacht und der Maas-Argonnen-Offensive. Er wurde mit dem Eisernen Kreuz beider Klassen und dem höchsten württembergischen Orden ausgezeichnet.
Im Jahr 1919 arbeitete Spickschen als landwirtschaftlicher Lehrling zunächst auf einem Hof in Pommern, dann auf verschiedenen Höfen im südlichen Dänemark, um  sich zum Landwirt auszubilden. Den Besuch der Höheren Landbauschule in Wolfsanger bei Kassel schloss er 1923 als staatlich geprüfter Landwirt ab. Auf dem Hof Tordengaard (Alsen) lernte er 1921 Gerda Ursula Dietrich (1903–1981) kennen, die er 1923 heiratete. Beide pachteten erst das Gut Bonkow in Hinterpommern, dann das Gut Schwesternhof in Ostpreußen, bis sie im November 1926 das im Samland gelegene Gut Woydiethen kauften.
Die Prägung durch das Erlebnis des Ersten Weltkriegs und die wachsende Notlage der Landwirtschaft führten Spickschen während der Endzeit der Weimarer Republik zu einer verstärkten Politisierung. Von Februar 1928 bis März 1932 gehörte er dem Stahlhelm, Bund der Frontsoldaten an. Am 1. April 1932 erfolgte der Eintritt in die NSDAP, am 1. Juli 1933 der Eintritt in die SA.
1933 wurde er Kreisbauernführer des Kreises Fischhausen und im Reichsnährstand Landeshauptabteilungsleiter I von Ostpreußen. Im Dezember 1935 wurde er zum Landesbauernführer von Ostpreußen ernannt. In Verbindung damit wurde er zwei Jahre später Gauamtsleiter für Agrarpolitik. Außerdem war er Generallandschaftsrat, Preußischer Provinzialrat und Mitglied des Reichstages. Im November 1936 wurde Spickschen – wie sämtliche Landesbauernführer – von der SA in der damals üblichen Doppelfunktion als SS-Ehrenführer in die „Allgemeine SS“ überwiesen, wo er zuletzt, im November 1942, den Rang eines SS-Brigadeführers hatte (SS-Nummer 277.482).
Beim Überfall auf Polen 1939 war er Hauptmann der Reserve. Danach war er als Landesbauernführer Ostpreußens zusätzlich für den Regierungsbezirk Zichenau und seit Sommer 1941 für den Bezirk Bialystok zuständig. Im Spätherbst 1944 gelangte er zum Volkssturm.
Nach einer Beinverwundung kurz vor Kriegsende geriet er in Königsberg in sowjetische Kriegsgefangenschaft. Von Krankheiten gezeichnet kehrte er Anfang Juni 1948 nach Westdeutschland zurück. Nach einem provisorischen Aufenthalt zusammen mit seiner Frau und sieben Kindern in Bleckenstedt/Salzgitter pachtete er im November 1950 in Dannenfels (Donnersbergkreis) eine Gastwirtschaft mit einer Landwirtschaft von knapp 15 Hektar. Gesundheitlich geschwächt konnte er den Betrieb nur unter Mühen aufrechterhalten. Seine vielseitig begabte, nicht nur in der Landwirtschaft und Gastronomie aktive Ehefrau überlebte ihn um 24 Jahre.